# XXIV Reunião Ordinária do Conselho do Mercado Comum
A XXIV Reunião Ordinária do Conselho do Mercado Comum ocorreu em junho de 2003, na cidade de Assunção.

## Participantes
Representando os estados-membros
- Luiz Inácio Lula da Silva
- Néstor Kirchner
- Jorge Batlle
- Luis Ángel González Macchi

## Decisões
A reunião produziu dez decisões.